# Vriesea philippo-coburgii
Vriesea philippo-coburgii là một loài thuộc chi Vriesea. Đây là loài đặc hữu của Brasil.

## Giống
- Vriesea 'Absolutely Fabulous'
- Vriesea 'Aussie Joy'
- Vriesea 'Furcata'
- Vriesea 'Katelyn Woods'
- Vriesea 'Little Phil'
- Vriesea 'Nicci Isley'
- Vriesea 'Phillip'
- Vriesea 'Pink Gusher'
- Vriesea 'Rafael'